# بيترو سوليناس
بيترو سوليناس (بالإيطالية: Simone Solinas)‏ هو لاعب كرة قدم إيطالي، ولد في 3 مارس 1996 في ساساري في إيطاليا. لعب مع نادي كالياري.

## وصلات خارجية
- بيترو سوليناس على موقع قاعدة بيانات كرة القدم.إي يو (الإنجليزية)
- بيترو سوليناس على موقع Soccerway.com (الإنجليزية)
- بيترو سوليناس على موقع AS.com (الإسبانية)